# Akai
Akai Denki K.K. (japanisch 赤井電機株式会社, Akai Denki Kabushiki-gaisha, engl. Akai Electric Co., Ltd.) war ein nach seinem Gründer Masukichi Akai benanntes japanisches Elektronikunternehmen, das außerhalb Japans in den 1960er- und 1970er-Jahren vor allem durch seine Tonbandmaschinen Bekanntheit erlangte.
Die Firma wurde 1929 gegründet und produzierte zunächst Elektromotoren für Filmprojektoren, später auch für Plattenspieler. Die weitere Unternehmensgeschichte trug wesentlich zur Einführung und Marktdurchsetzung verschiedener Innovationen in der magnetbandgebundenen Audiotechnik bei. Um 1980 entstand die Musiksparte „Akai Professional“ mit Produktions- und Bühnenequipment für moderne Musik. Im Jahre 2000 ging die Firma Akai in die Insolvenz (die inzwischen ausgegründete Akai Professional ebenfalls 2005). Unter der Marke Akai werden heute Fremdfabrikate vermarktet.

## Geschichte

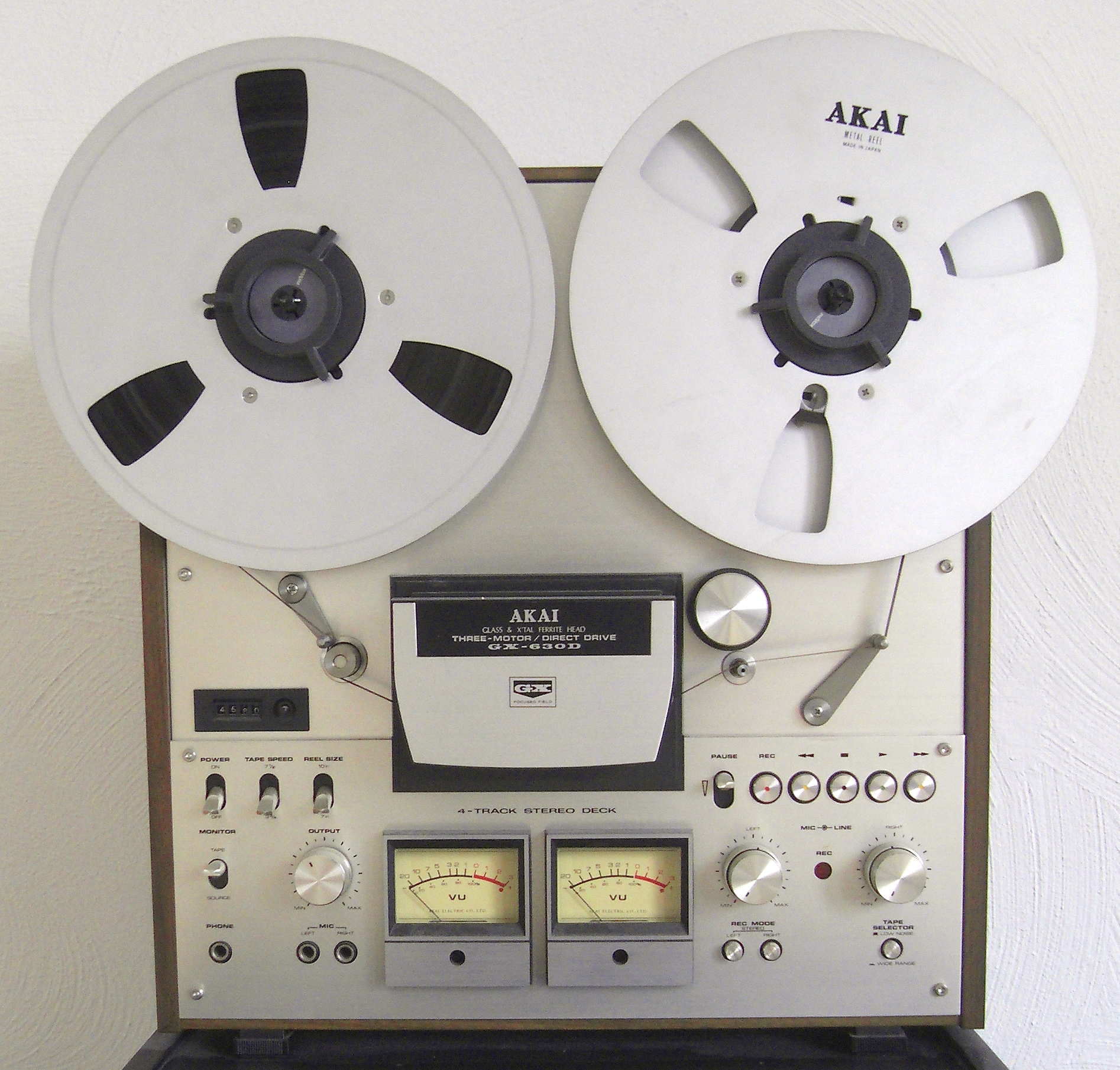
Tonbandgerät GX-630D (1976–79)

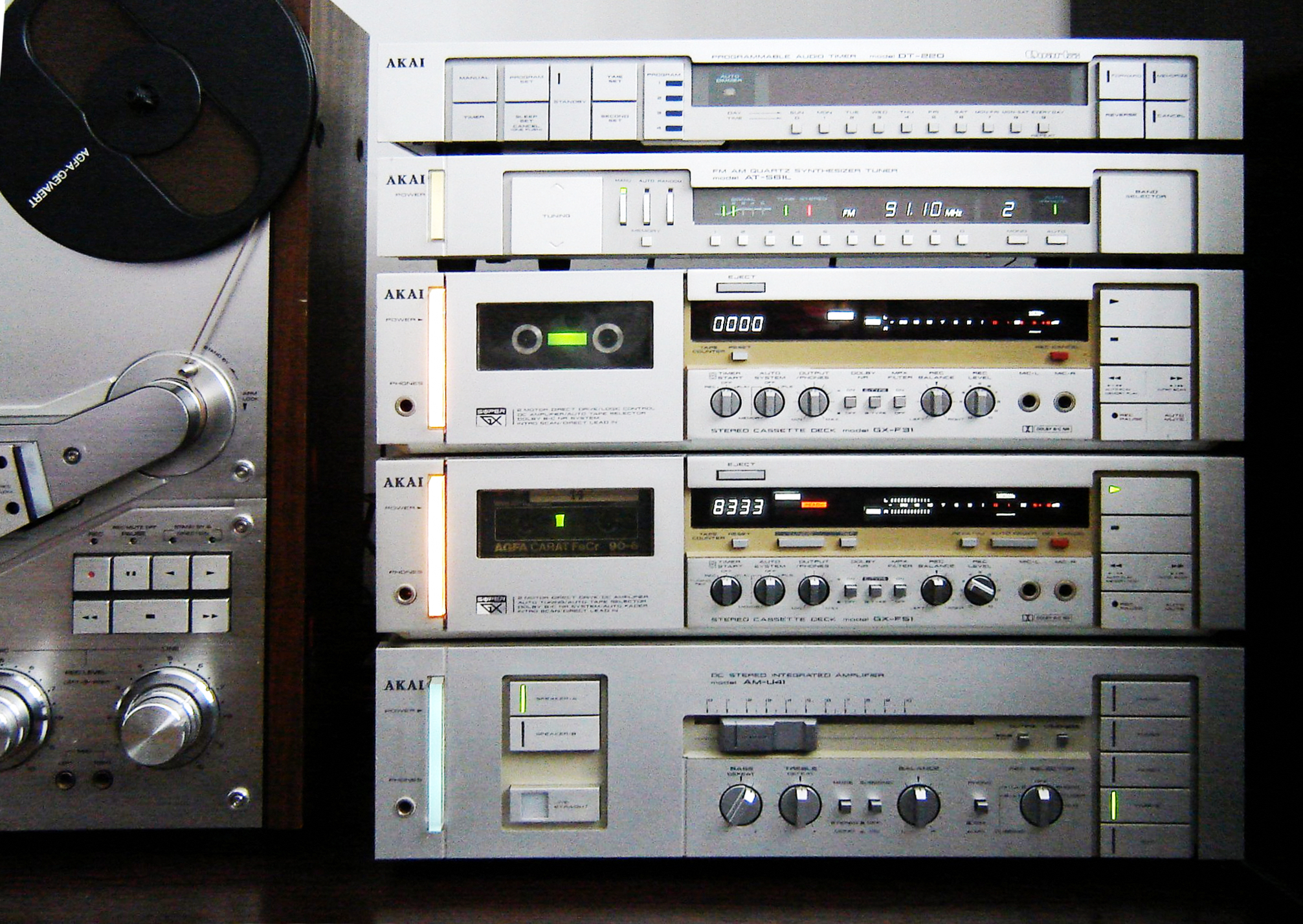
Geräte aus den 1980er-Jahren

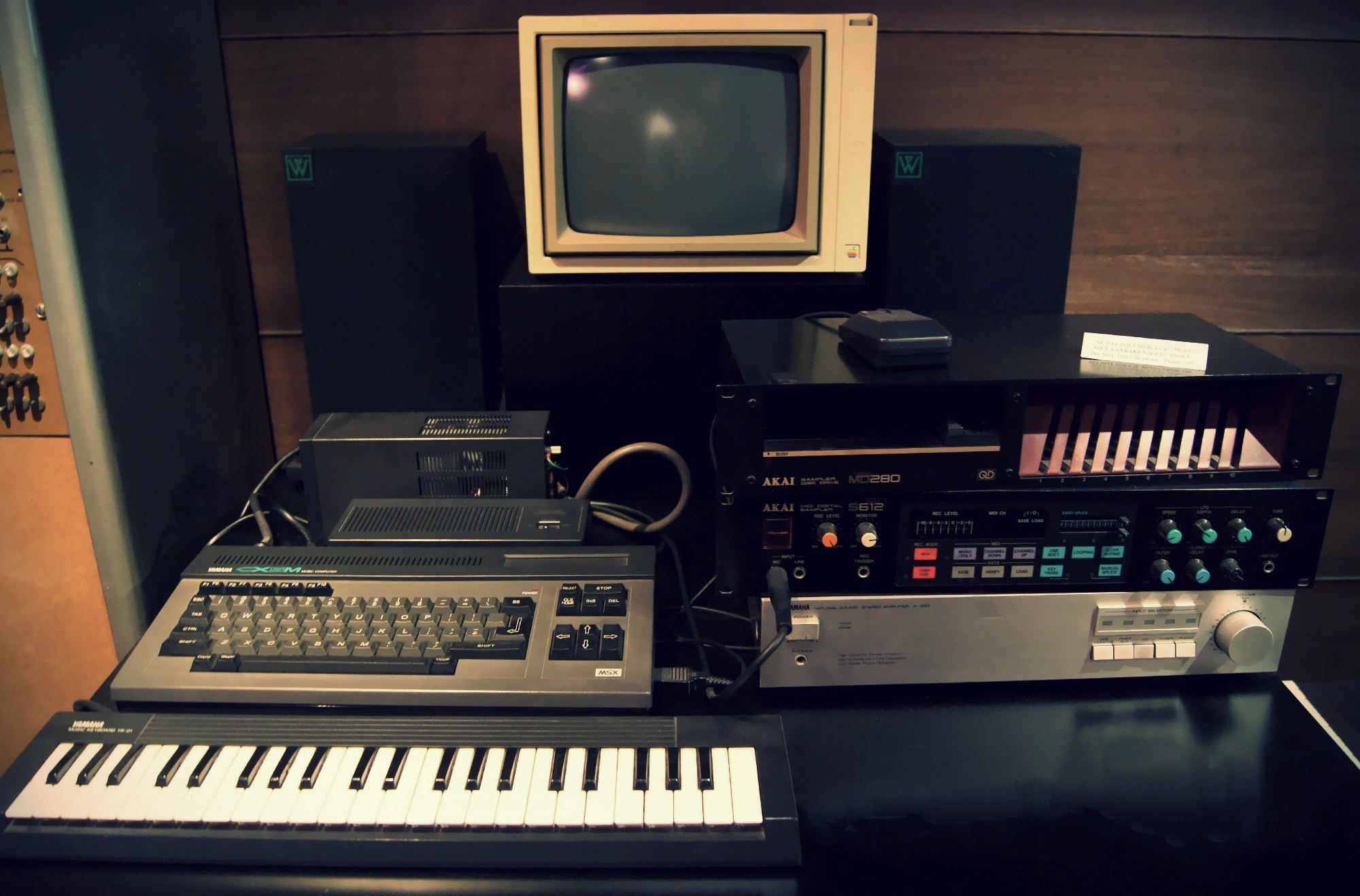
Der Akai S612 in einer Music-Computer-Anlage

Durch die Verkaufsaktivitäten in den USA kam in den 1950er-Jahren der Kontakt zu dem amerikanischen Tonbandgerätehersteller Roberts zustande, der Akai mit der Fertigung der Elektromotoren für seine Geräte beauftragte. Wenig später begann Akai – inspiriert durch ein als Anschauungsstück zugesandtes Roberts-Gerät – selbst mit der Fertigung von Tonbandgeräten, worauf Roberts die eigene Produktion einstellte und fortan in den USA Akai-Tonbandgeräte unter eigenem Namen vertrieb. Ab Mitte der 1960er-Jahre wurden auf dem nordamerikanischen Markt identische Geräte parallel unter den Markennamen Akai und Roberts vertrieben. Einige Jahre später verschwand die Marke Roberts vom Markt, die Geräte waren nur noch unter dem Namen Akai erhältlich.
In den Folgejahren entwickelte sich Akai mit Verkaufserfolgen in Europa und den USA zu einem der größten Hersteller von Tonbandgeräten weltweit und bereicherte den Massenmarkt für diese Geräte um viele technische Errungenschaften, die erst durch die Initiative von Akai breitenwirksam vermarktet wurden. Zu nennen sind vor allem die Crossfield-Vormagnetisierung, die nahezu verschleißfreien Glasferrit-Tonköpfe (bei Akai GX Heads genannt) und Autoreverse, also der automatische Wechsel der Spielrichtung am Bandende.
In den 1970er-Jahren positionierte sich Akai mit Verstärkern, Receivern, Kassettendecks, Plattenspielern und Lautsprecherboxen zunehmend als Vollsortiment-Anbieter im Hi-Fi-Bereich und stieg außerdem in den noch jungen Markt für Videogeräte ein.
1984 wurde das Unternehmen nach finanziellen Schwierigkeiten neu ausgerichtet. Wie viele andere Firmen stellte Akai zu dieser Zeit die Fertigung von Tonbandmaschinen ein und verstärkte sein Engagement in den höhere Gewinne versprechenden Bereichen der Kassettendecks, Videorekorder und der neuen CD-Spieler. Zudem wurde eine Unternehmenssparte für elektronische Musikinstrumente gegründet, die Akai Electronic Musical Instruments Corporation, die ihre Premiere mit dem Audio-Sampler S612 feierte. Dieser gilt als eines der ersten erschwinglichen Geräte seiner Art.
In der zweiten Hälfte der 1980er-Jahre brachen die Verkaufszahlen von Akai in Nordamerika dramatisch ein. Das Unternehmen begegnete dieser Entwicklung 1988 mit einem Rückzug von den entsprechenden Märkten. Anhaltende finanzielle Schwierigkeiten führten 1998 schließlich zur Übernahme Akais durch die The Grande Holdings Ltd. aus Hongkong, die das Ende von Akai als eigenständigem Hersteller markierte. Die Holding hält außerdem die Marken Nakamichi und Sansui.
Am 2. November 2000 beantragte das Unternehmen ein Insolvenzverfahren nach dem Gesetz über die zivilrechtliche Reaktivierung (民事再生法, minji-saisei-hō), was im Februar des folgenden Jahres zum Delisting an der Tokioter Börse führte.
Heute
Die Marke Akai gehört im Jahr 2011 zur in Singapur ansässigen Akai Sales Pte Ltd, deren heute vertriebene Produkte ausnahmslos von anderen Firmen zugekauft sind, so etwa Videogeräte von Samsung und Fernseher vom türkischen Hersteller Profilo-Telra.

## Akai Professional

Logo von Akai Professional

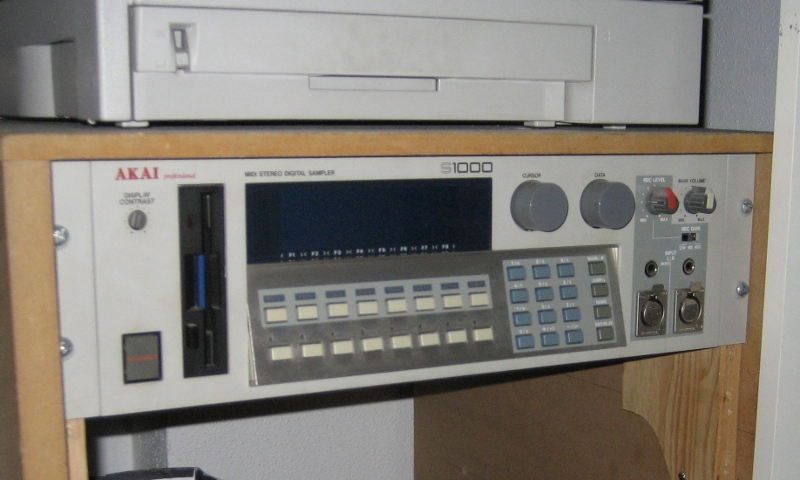
Akai professional S1000

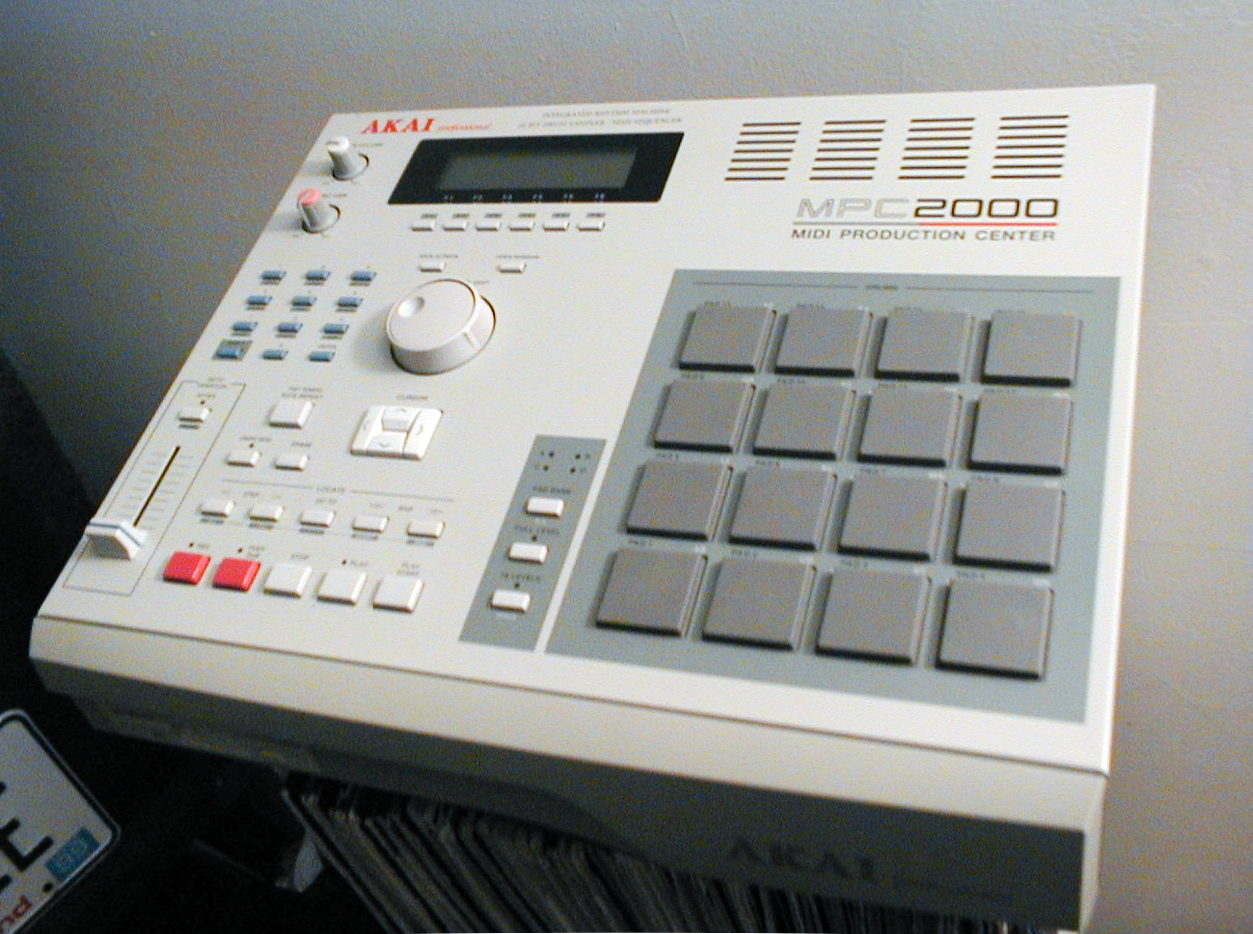
Akai professional MPC 2000

1999 wurde die Sparte für elektronische Musikinstrumente als Akai professional M.I. K.K. (AKAI professional M.I.株式会社) gegründet. Diese Bezeichnung wurde mit leicht abweichendem Logo bereits ab 1984 für die Produkte des sogenannten Akai Music Studio System genutzt. Darunter wurden Sampler der S-Serie, Drumcomputer der MR-Serie, Sequenzer der MS-Serie und die Mehrspur-Tonaufnahmegeräte der MG-Serie vermarktet. Andere bekannte Produktserien sind die MPC-Serie und die elektronischen Blasinstrumente der EWI-Serie.
Auch dieses Unternehmen geriet in wirtschaftliche Schwierigkeiten und leitete 2005 nach einer fehlgeschlagenen Umstrukturierung mit einem Schuldenstand von etwa 1,1 Mrd. Yen ein Insolvenzverfahren ein. Die Markenrechte wie auch der Kundendienst werden heute von Pro Audio Japan K.K. ausgeübt.
Instrumente
Die Sampler von Akai professional gelten als einige der ersten erschwinglichen Sampler auf dem Markt. Die S-Serie bestand aus Samplern im Rack-Format bis auf ein paar Ausnahmen, die auch eine Klaviatur besaßen. Das erste Modell der S-Serie war das S-612 von 1984, das letzte das S6000 von 1999. Danach wurde die S-Serie durch die Z-Serie ersetzt. Die X-Serie, die in den späten 80ern auf den Markt kam, bestand aus entsprechenden Keyboard-Versionen. 
Akai baut seit 1987 die Serie Music Production Center (MPC-Serie). Ursprünglich als moderner Drumcomputer mit Samplefunktion konzipiert, ist er jetzt auch als MIDI-Controller nutzbar. Von  solchen Controllern wurden seit der Jahrtausendwende einige Serien auf den Markt gebracht. Zu den Ersten zählt die MPD-Serie, die um 2002 veröffentlicht wurde und 2009 sowie 2015 Überarbeitungen erhalten hat. Die APC-Serie (Ableton Production Center) ist eine Kooperation mit Ableton, die auf die DAW Ableton Live abgestimmt ist. Etwas neuer ist die speziell für die Arbeit am Computer gedachte LPK-Serie (Laptop Production Keyboard). Es existiert ein kabelloses Modell dieser Serie. Die Serie, die Pads mit Tasten kombiniert, ist die MPK-Serie (Music Production Keyboard). Geräte mit zweistelligen Nummern sind um 2008 erschienen, Geräte mit Dreistelligen 2014. Weiterhin existiert mit kleinen Tasten die Variation MPK mini. Akais größter Keyboard-Controller ist das 88-tastige MPK Road 88.
Eine Besonderheit stellt die EWI-Serie (Electronic Wind Instrument) dar, die erstmals im Jahr 1987 erschienen ist. Als Vorreiter anderer elektronischer Blasinstrumente wie der YDS-Serie von Yamaha handelt es sich bei diesen Instrumenten um sogenannte Rompler, die nur mitgelieferte Samples abspielen und modulieren können, jedoch über keine Synthesefunktion verfügen. In der enthaltenen Soundbibliothek befinden sich vor allem klassische Blasinstrumentenklänge neben einigen Saiteninstrumenten.